# Ruszáfa

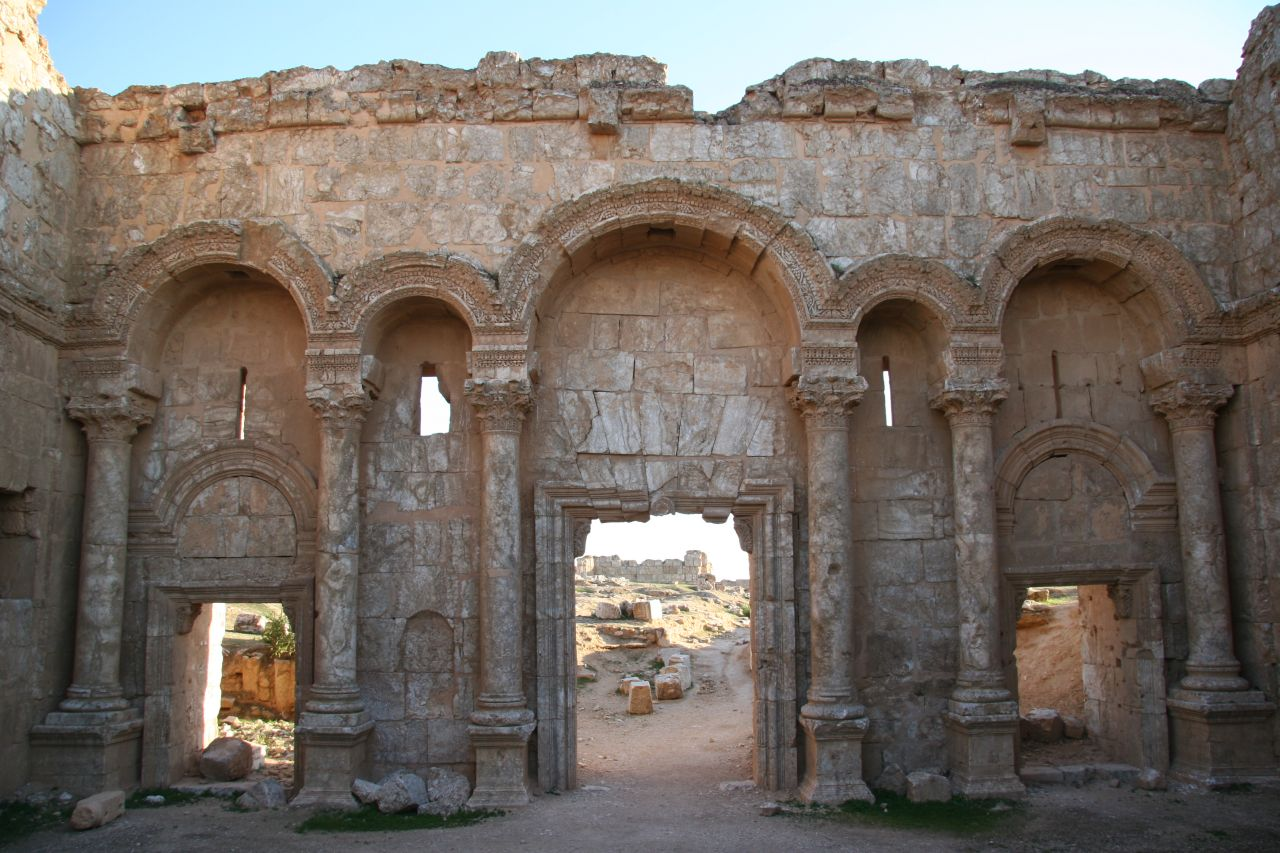
Az északi kapu

Ruszáfa, népi kiejtés alapján Reszáfe (arabul الرصافة – ar-Ruṣāfa) egy romváros Szíriában, a Rakka kormányzóságban. Bár már jóval korábban is lakták, a bizánci időkben élte a virágkorát fontos vallási és katonai központként. Romjainak zöme is ebből a korból származik.

## Elhelyezkedése

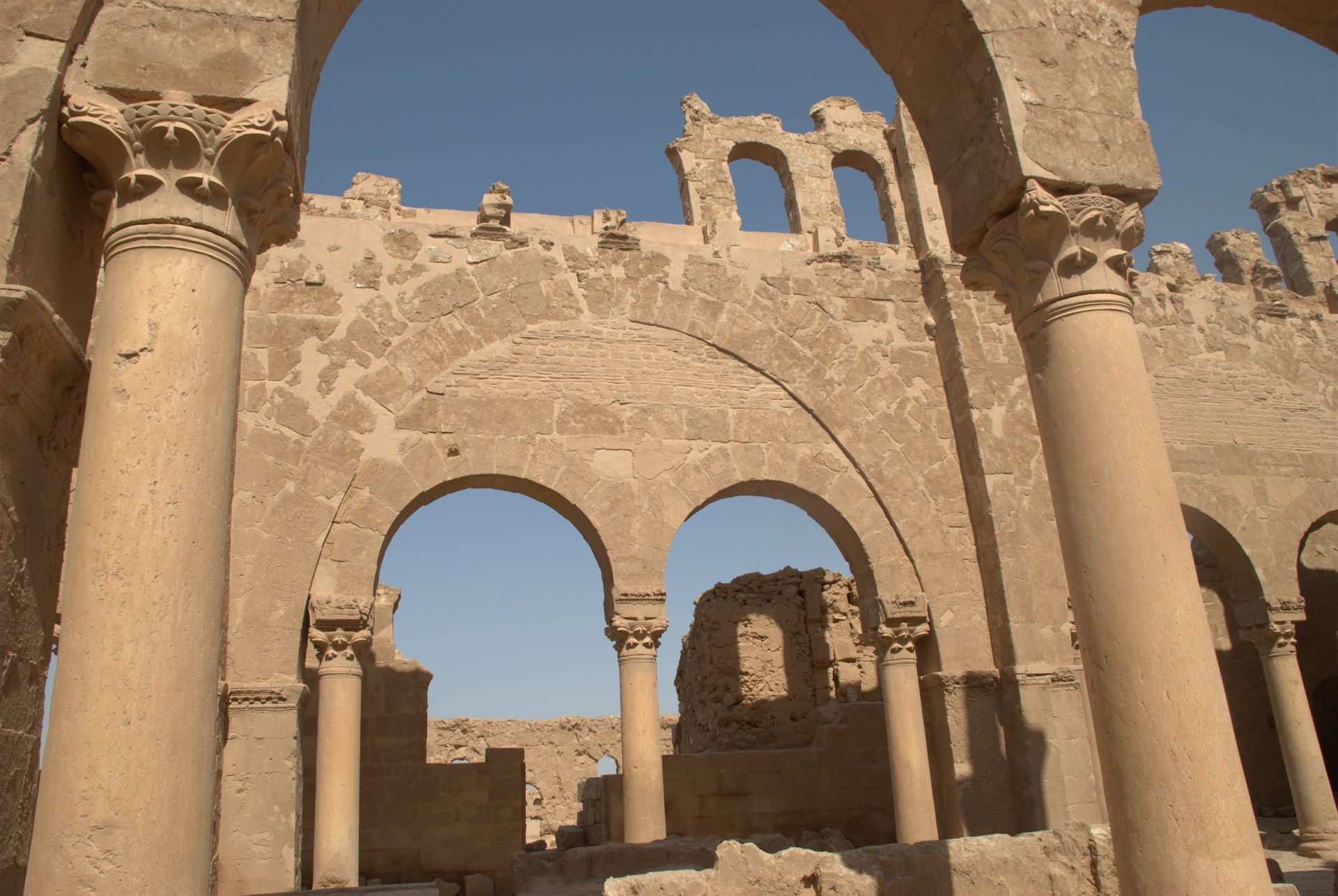
A Szent Kereszt bazilika (A bazilika) belseje az eredeti nagy és az utólag alátámasztásul beépített kis boltívekkel

Az Eufrátesz jobb partján fekvő Manszúra városkától nagyjából 27 kilométerre délre, a Szír-sivatag északi szélén fekszik. A legközelebbi nagyvárosok az Aszad-tó csücskében épült Szaura (Manszúrától 21 kilométerre nyugatra), illetve a folyó túlpartján fekvő tartományi központ, Rakka (Manszúrától 33 kilométerre keletre). Ruszáfa mellett közvetlenül egy útelágazás van: az északról jövő 18-as számú főút nyugat felé fordul, Szalamijja, Homsz és Hamá irányába. A délfelé kiágazó út a Damaszkusz és Dejr ez-Zaur közti, Palmürát érintő 7-es számú főúthoz vezet, és róla közelíthető meg a keleti Kaszr al-Hajr.

## Története
Raszappa néven már a Kr. e. 9. században az Újasszír Birodalom része volt, a Biblia Recef vagy Reszef néven hivatkozik rá Szín-ahhé-eríba levele kapcsán. Diocletianus (283–305) határerődöt emelt az akkor Reszapha/Resapha néven ismert városba, amely az Eufrátesztől Damaszkuszig húzódó ún. Strata Diocletiana részét képezte. A császár uralkodásának utolsó évében, 305-ben itt szenvedett vértanúságot Szent Sergius, a magas rangú udvari tisztviselő, miután megtagadta az áldozatbemutatást a pogány isteneknek. Sergius kultusza rövidesen egész Szíriában elterjedt, Reszapha pedig népszerű zarándoklati célponttá vált. I. Anasztasziosz idején (491–518) a várost Szergiopolisznak nevezték el, és komoly bővítéseket hajtottak rajta végre: ciszternák és falak, illetve egy nagy bazilika épült ebben az időben. I. Iusztinianosz (527–565) az Újperzsa Birodalom fenyegetése ellenében jelentősen megerősítette a várost, kőre váltva fel az addigi agyagtéglafalakat, komoly haditechnikai újdonságokat alkalmazva. Ezeknek köszönhetően I. Huszrau (531–579) támadásait még kiállta a város, ám II. Huszrau (590–628) 616-ban már ki tudta fosztani. Röviddel ezután az iszlám által egyesített arabok uralma alá került.
Az arab időszakban régi, sémi nevét felélesztve Ruszáfának nevezték. Az egyéb sivatagi építkezéseiről is ismert Hisám kalifa (724–743) itt rendezte be székhelyét Damaszkusz helyett, ezért felújításokat hajtott végre és palotát emelt magának – 750-ben azonban az Omajjádokat megbuktató Abbászidák hadserege elpusztította a kalifa építményeit és sírját a városban. A jelentőségét veszett város egészen a 13. századig lakott maradt, lakóinak jelentős része még őrizte keresztény hitét. Végül a mongolok támadásai elől az-Záhir Bajbarsz egyiptomi szultán (1260–1277) nyugatabbra, Hamá városába telepítette a városiakat.

## Látnivalói
A négyszög alaprajzú, megközelítőleg 550×400 méteres alapterületű város közel 2 kilométernyi falait és épületeit helyi gipszből építették, amelynek kristályai jellegzetes csillogást adnak az impozáns maradványoknak. A falakat ötven változatos méretű és alakú bástya tagolja, amelyek között védett folyosókon lehetett közlekedni, és mind a négy falon volt egy-egy kapu. A legjobb állapotban az északi oldal maradt meg, a többi falból nagyobb szakaszok hiányoznak, és kapuikból sem sok áll. A északi bejárat viszont rendkívül díszes: bár a komplexum külső bejárata mára eltűnt, a kis udvaron át megközelíthető, gazdagon faragott, oszlopokkal, ívekkel és frízekkel díszített hármas bejárat még mindig áll.
A falakon belül viszonylag kis részt tártak fel a régészek, akik elsősorban a nagy épületekre (a három templomra, a ciszternákra és a szerájra) koncentráltak; a többit a sivatag évszázadok óta felgyülemlett homokja borítja. A város három temploma közül a nagyjából középpontjában álló, a régészek által B bazilikának nevezett a legkorábbi és a legromosabb: valószínűleg az 5. század végén épült, a 6. században – bizonyára Justinianus idején – pedig a háromhajós bazilikát egy negyedik hajóval és egy előcsarnokkal (narthex) bővítették. Úgy tűnik, hogy ebben a bazilikában őrizték Szent Sergius ereklyéit. Falaiból már alig áll valami.
A legkisebb, centralizált alaprajzú templom, amely a B bazilika és az északi főbejárat között, a kaputól induló főút oldalán áll, az 520-as években épült, és a benne talált püspöki szarkofágok alapján úgy vélik, hogy ez volt a helyi metropolita székesegyháza. Az eredendően háromhajós alaprajzot az északi, nyugati és déli falon egy-egy félkör bővíti, és az oszlopok belül is ívben sorakoznak. A keleti oldalon, a szentély két oldalán feltehetően egy-egy torony állt, de ezek ma már nem látszanak.
Az A bazilikának vagy tévesen Szent Sergius bazilikának nevezett harmadik, legnagyobb templomról tudjuk egy felirat alapján, hogy eredetileg a Szent Keresztről nevezték el. A templomot 559-ben szentelték fel, és ez volt a zarándoklat fő célpontja a bizánci időszak végén. A részben rekonstruált háromhajós bazilika alapterülete 31×20 méteres. A hajókat eredetileg három hatalmas ív választotta el egymástól, de 579-ben talán egy földrengéssel összefüggésben mindegyik ívet két-két kisebbel támogatták meg. A maradványok alapján gyanítható, hogy a hajókat fa tetőszerkezet fedte. Az apszis jó állapotban maradt meg.
A város délnyugati részében a kutatók három hatalmas ciszternát tártak fel, amelyek a déli Bisri- és Rudzsmajn-hegységből időszakosan lezúduló vizet tárolták a más vízforrásokkal nem rendelkező Szergiopolisz számára. A ciszternák legnagyobbika 58×21,5 méteres és 13 méter mély, boltíves teteje alatt akár 15 000 m³ víz is elfért. A feltárt épületek közé tartozik még a bizánci időszakban épült piactér a centrális és a B bazilika között, amelyek felépítése a későbbi karavánszerájokéra emlékeztet.
A falakon kívül, a város déli oldalán találhatóak az arab kor romjai, köztük Hisám palotájának alapjai, északon pedig a bizánci szövetségben álló arab Gasszánidákhoz kötődő kicsiny palota vagy praetorium, amelyet 560 és 581 közé datálnak.